# Брезик (Лукач)
Брезик (хрв. Brezik) је насељено место у општини Лукач, Вировитичко-подравска жупанија, Хрватска.

## Историја
До територијалне реорганизације у Хрватској био је у саставу старе општине Вировитица.

## Становништво
У попису становништва из 2011. године, Брезик је имао 213 становника.
| Број становника према пописима | Број становника према пописима | Број становника према пописима | Број становника према пописима | Број становника према пописима | Број становника према пописима | Број становника према пописима | Број становника према пописима | Број становника према пописима | Број становника према пописима | Број становника према пописима | Број становника према пописима | Број становника према пописима | Број становника према пописима | Број становника према пописима | Број становника према пописима |
| ------------------------------ | ------------------------------ | ------------------------------ | ------------------------------ | ------------------------------ | ------------------------------ | ------------------------------ | ------------------------------ | ------------------------------ | ------------------------------ | ------------------------------ | ------------------------------ | ------------------------------ | ------------------------------ | ------------------------------ | ------------------------------ |
| 1857                           | 1869                           | 1880                           | 1890                           | 1900                           | 1910                           | 1921                           | 1931                           | 1948                           | 1953                           | 1961                           | 1971                           | 1981                           | 1991                           | 2001                           | 2011                           |
| 0                              | 0                              | 0                              | 94                             | 144                            | 167                            | 0                              | 221                            | 329                            | 207                            | 270                            | 202                            | 238                            | 229                            | 233                            | 213                            |

Напомена: Исказује се од 1890, и то до 1931. у саставу насеља, а од 1948. као насеље. Године 1921. подаци су садржани у граду Вировитица. Године 1910. и 1921. исказивано под именом Брезик Вировитички.